# پارک ملی گوآی هائاناس
پارک ملی گوآی هائاناس (به انگلیسی: Gwaii Haanas National Park Reserve and Haida Heritage Site) یک ذخیره گاه طبیعی و پارک ملی در کانادا است که در North Coast Regional District واقع شده‌است. این پارک در فهرست میراث جهانی یونسکو قرار دارد.